# Jerzy Balcerzak
Jerzy Balcerzak (ur. 2 maja 1942 w Łomiankach) – polski geodeta i kartograf, profesor nadzwyczajny Politechniki Warszawskiej.

## Życiorys
W 1967 ukończył studia na Wydziale Geodezyjnym Politechniki Warszawskiej, uzyskując dyplom magistra inżyniera geodety o specjalności Geodezyjne Pomiary Podstawowe. Następnie pracował jako asystent w Instytucie Geodezji i Kartografii, od 1970 do 1973 odbywał studia doktoranckie na Wydziale Geodezji i Kartografii Politechniki Warszawskiej. Od 1973 pracował w Instytucie Geodezji Wyższej i Astronomii Geodezyjnej Wydziału Geodezji i Kartografii PW, początkowo jako starszy asystent, a od 1976 jako adiunkt, w 1975 uzyskał stopień doktora nauk technicznych. W instytucie prowadził zajęcia z rachunku wyrównawczego i podstaw informatyki. Od 1993 do 2002 był zastępcą dyrektora Instytutu Fotogrametrii i Kartografii, równocześnie od 1 października 1993 był adiunktem w Zakładzie Kartografii Instytutu Fotogrametrii i Kartografii, prowadził tam ćwiczenia z Kartografii matematycznej na kursie ogólnym i na specjalizacji Kartografia, seminarium dyplomowe, od 2003 prowadził w tym zakresie wykłady. W 2001 uzyskał stopień doktora habilitowanego, od 2005 prowadził ćwiczenia terenowe z kartografii na kursie ogólnym. W 2002 został dyrektorem Instytutu Fotogrametrii i Kartografii i pełnił tę funkcję do 2007, równocześnie w latach 2002–2005 i w 2008 był kierownikiem Zakładu Kartografii. Od 2008 do 2012 był prodziekanem ds. nauki na Wydziale Geodezji i Kartografii. Od 2008 był członkiem Komitetu Geodezji PAN. 

## Praca naukowa
Jerzy Balcerzak zajmował się zagadnieniach dotyczących metod numerycznych, a także teorii odwzorowań kartograficznych oraz zastosowania informatyki w geodezji i kartografii. Jest autorem wielu prac badawczych oraz współautorem wdrożonego państwowego układu współrzędnych prostokątnych płaskich „1992”. Prace te były w większości publikowane w czasopismach naukowych.